# Nolina interrata
Nolina interrata es una especie de planta con rizoma perteneciente a la familia de las asparagáceas. Es originaria de Norteamérica.

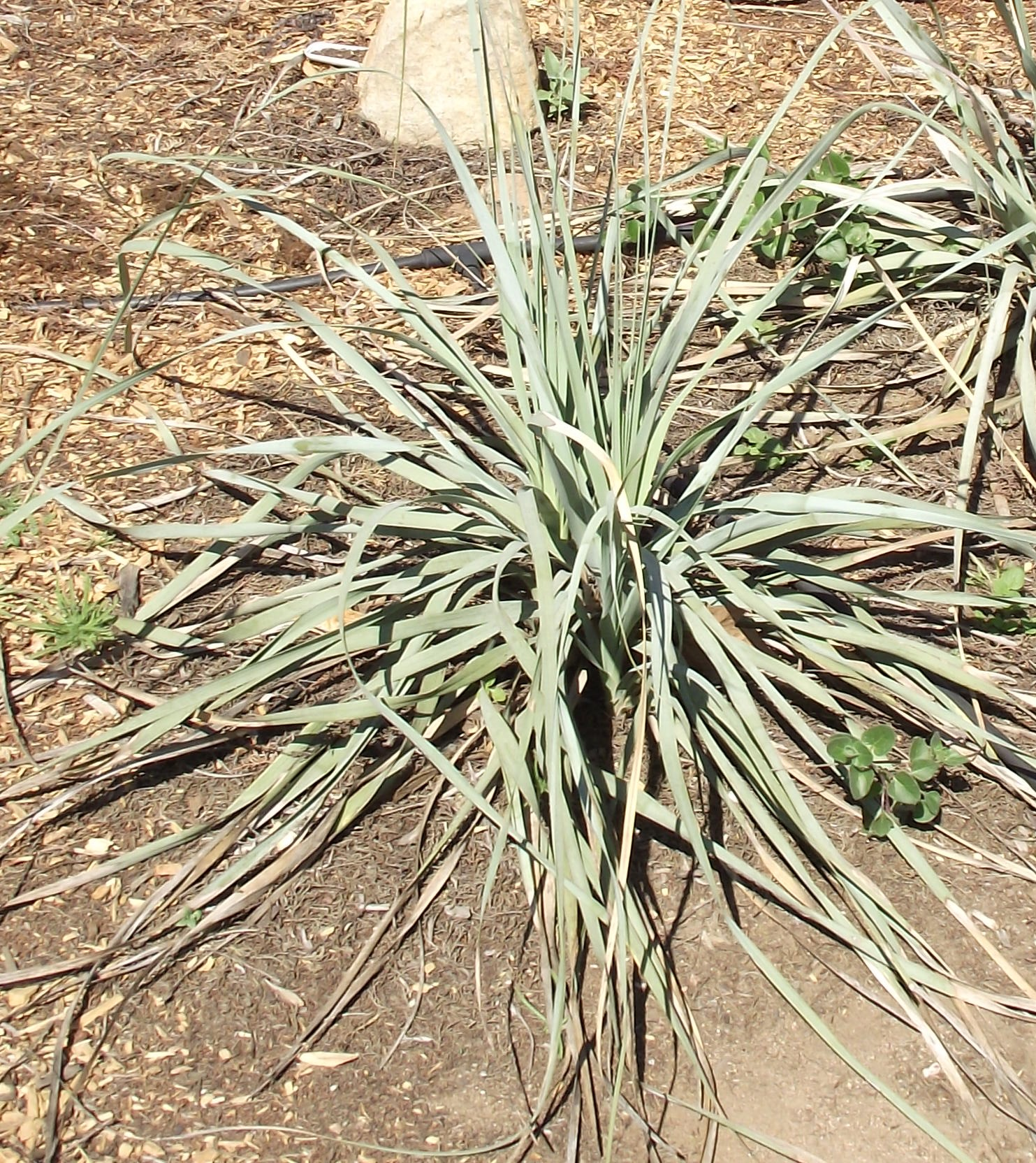
Vista de la planta

## Descripción
Es una planta casi sin tallo, en rosetas ramificadas, caudices horizontales y subterráneos de tubérculos leñosos. Las láminas foliares de 30-150 cm x 12-35 mm, glaucas, las bases de 15-70 mm de ancho, márgenes serrulados. El escapo de 0,7-9 dm, 5-18 mm de diámetro. Las inflorescencias paniculadas compuestas, ramificado distal, 5-11 dm × 10-50 cm, brácteas persistentes, 2-15 cm. El fruto en forma de cápsulas de paredes delgadas, con muesca basal y apical. Semillas de 4-6 × 3-4 mm.

## Distribución y hábitat
Florecen en la primavera temprana - a principios del verano, en las laderas rocosas de chaparral, a una altitud de 200 a 700 metros en California, México (Baja California).
Nolina interrata es muy rara y está en la lista por los EE. UU. (Fish and Wildlife Service) como rara y en peligro de extinción. Su hábitat está amenazado por el desarrollo.

## Taxonomía
Nolina interrata fue descrita por Howard Scott Gentry y publicado en Madroño 8(6): 181–182, f. 1, pl. 19, en el año 1946.
Etimología
Nolina: nombre genérico otorgado en honor del botánico francés  Abbé P. C. Nolin, coautor del trabajo publicado 1755 Essai sur l'agricultura moderne.
interrata: epíteto latíno